# Miúcha
Miúcha, nome d'arte di Heloisa Maria Buarque de Hollanda (Rio de Janeiro, 30 novembre 1937 – Rio de Janeiro, 27 dicembre 2018), è stata una cantante e compositrice brasiliana, protagonista della Musica popolare brasiliana negli anni settanta. Miúcha era la sorella del cantautore Chico Buarque ed è stata la seconda moglie di João Gilberto, unione da cui è nata la cantante Bebel Gilberto.

## Biografia
Figlia dello storico Sergio Buarque de Hollanda, Miúcha si trasferì con la famiglia all'età di 8 anni da Rio de Janeiro a San Paolo. La casa paterna era un attivo polo culturale e soprattutto musicale ed era frequentata abitualmente da personaggi come Vinícius de Moraes e Dorival Caymmi. In questo ambiente crebbero i fratelli de Hollanda: oltre a Chico e Miúcha, anche le sorelle Ana e Cristina divennero cantanti.
Miúcha imparò a suonare la chitarra e con la sua voce accompagnò molti degli incontri che si svolgevano nella casa. Tutta la vita di Miúcha fu caratterizzata dagli incontri con i più importanti esponenti della musica e della cultura brasiliana. Ella stessa ne divenne un'esponente ben prima di incidere una sola nota.
Negli anni sessanta si trasferì a Parigi dove studiò Storia dell'arte alla Sorbona e dove si specializzò alla Scuola del Louvre. Visse per alcuni anni al modo bohémien nella Parigi alternativa di quelli anni e viaggiò per l'Italia e la Grecia con alcuni amici guadagnandosi da vivere suonando la chitarra e cantando nelle piazze. Nella capitale francese conobbe Violeta Parra.
A Parigi, nel 1965, c'era anche João Gilberto, mito della bossa nova, ma personaggio eccentrico e particolare, che, dopo lo straordinario successo statunitense del suo disco con Stan Getz, si era separato dalla moglie Astrud, aveva lasciato gli Stati Uniti e il Brasile e vagava per l'Europa.
Fu proprio Violeta Parra a segnalare a João che nel locale di Saint Germain dove si trovavano c'era una ragazza brasiliana che cantava molto bene la bossa nova: si trattava proprio di Miúcha. João andò a vedere. I due si trasferirono subito a New York e si sposarono. Nel 1966 nacque la figlia Bebel Gilberto che diventerà anche lei una apprezzata cantante negli anni ottanta e novanta.
Passarono ancora molti anni prima che Miúcha iniziasse una vera carriera professionale come cantante. L'occasione si presentò nel 1975 con la realizzazione di The Best of Two Worlds da parte di João Gilberto e Stan Getz per una attesa reunion 12 anni dopo Getz/Gilberto.
Nel disco Miúcha cantò alcuni brani tra i quali una versione di Águas de Março di Antônio Carlos Jobim. Nello stesso anno Miúcha partecipò anche al festival di Newport con Getz e incise una canzone nel disco Urubu di Jobim.
Miúcha divenne negli anni successivi la partner artistica principale del maestro Jobim, che le affidava il compito di cantare la maggior parte delle sue nuove composizioni. Anche le sorelle Ana e Cristina furono coinvolte da Jobim e rimasero per alcuni anni come cantanti e coriste nel suo gruppo "di famiglia", la Banda Nova.
Con Jobim, Miúcha ebbe l'onore di incidere due dischi: Miúcha & Antonio Carlos Jobim del 1977 e Miucha & Tom Jobim (noto anche come vol.2) del 1979. Ma soprattutto partecipò al fortunatissimo spettacolo del 1978 al teatro Canecão di Rio de Janeiro, organizzato per il ritorno di Vinícius de Moraes sui palchi brasiliani dopo una lunga assenza. Il nome della cantante fu appaiato a quelli del celebre poeta, di Antonio Carlos Jobim e di Toquinho. Il disco Gravado ao vivo no Canecão - Tom, Vinicius, Toquinho, Miúcha è una testimonianza del successo dello spettacolo che fu portato in seguito anche in Europa e in America Latina dopo 8 mesi di repliche a Rio.
Il primo disco totalmente suo fu Miúcha del 1980. Nell'album, che contiene anche alcune sue composizioni, canta anche l'allora quattordicenne figlia Bebel e suona la chitarra João Gilberto. Il disco successivo fu un altro Miúcha, questa volta nel 1989. In entrambi questi dischi, la cantante dimostra la sua naturale predisposizione musicale, la sua classe, ma soprattutto la sua familiarità con la bossa nova, frutto di anni e anni di frequentazione con i più importanti esponenti del genere.
Dopo la partecipazione ad alcuni spettacoli teatrali e a molte apparizioni dal vivo in Europa e in Giappone, Miúcha realizzò un altro disco solo nel 1999, Rosa amarela nel quale interpreta canzoni del fratello Chico Buarque, di Antonio Carlos Jobim e molti classici della MPB. Lo stesso anno partecipa a Vivendo Vinicius ao vivo con Baden Powell, Carlos Lyra e Toquinho.
Nel 2002 realizzò Miúcha.compositores nel quale interpreta le canzoni, appunto, dei suoi compositori preferiti. L'anno successivo realizzò un altro omaggio al genio di Vinicius de Moraes, non solo come poeta, ma anche come compositore di musica, nell'album Miúcha canta Vinicius & Vinicius - Música e letra.
Il personaggio di Miúcha è molto particolare nel panorama della musica popolare brasiliana. È stata, al di là delle sue doti artistiche, comunque notevoli, protagonista di tutta la sua storia. Prima per l'amicizia con Vinicius de Moraes, suo vero padrino artistico, poi come moglie di João Gilberto, quindi come partner musicale del maestro Antonio Carlos Jobim e ovviamente come sorella di Chico Buarque. In questi quattro nomi è racchiusa gran parte della storia della bossa nova e della musica brasiliana moderna.
Di Miúcha il giornalista brasiliano Ruy Castro ha scritto:
(Ruy Castro)

## Discografia

### Album in studio
- 1977 - Miúcha & Antonio Carlos Jobim - vol. 1 (con Antônio Carlos Jobim)
- 1978 - Gravado ao vivo no Canecão (con Antonio Carlos Jobim, Vinicius de Moraes e Toquinho)
- 1979 - Miucha & Tom Jobim - vol. II (con Antônio Carlos Jobim)
- 1980 - Miúcha
- 1989 - Miúcha
- 1999 - Vivendo Vinicius ao vivo (con Baden Powell, Carlos Lyra e Toquinho)
- 1999 - Rosa amarela
- 2002 - Miúcha.compositores
- 2003 - Miúcha canta Vinicius & Vinicius - Música e letra
- 2007 - Outros Sonhos

Raccolte
- 2008 - Miúcha com Vinicius, Tom, João

Live
- 2002 - Live@RTSI

### Partecipazioni
- 1973 - João Gilberto (con João Gilberto)
- 1976 - The Best of Two Worlds (con Stan Getz e João Gilberto)
- 1977 - Saltimbancos